# والاس براينت
والاس براينت (بالإنجليزية: Wallace Bryant)‏ مواليد 14 يوليو 1959 في إسبانيا، هو مدرب كرة سلة أمريكي ولاعب سابق. بدأ مسيرته الاحترافية في سنة 1982. تم اختياره من قبل فريق شيكاغو بولز خلال الدرافت. يبلغ طوله 7 قدم 0 بوصة (2.1 م). اعتزل اللعب في 1997.

## المسيرة الاحترافية
لعب مع بالاكانسترو كانتو في الدوري الإيطالي في موسم 1982–1983، ثم لعب مع شيكاغو بولز في موسم 1983–1984، ثم لعب مع دالاس مافيريكس من سنة 1984 إلى 1986، ثم لعب مع لوس أنجلوس كليبرز في سنة 1986، ثم لعب مع بيناس ويسكا في الدوري الإسباني في سنة 1986، ثم لعب مع برشلونة في موسم 1986–1987، ثم لعب مع فورتيتودو بولونيا في الدوري الإيطالي في موسم 1987–1988، ثم لعب مع كاخابيلباو في موسم 1988–1989، ثم لعب مع سانت جوسيب في الدوري الإسباني في موسم 1989–1990، ثم لعب مع باسكت نابولي في موسم 1990–1991.

## روابط خارجية
- والاس براينت على موقع إن بي أي (الإنجليزية)
- والاس براينت على موقع سبورتس رفرنس (الإنجليزية)
- والاس براينت على موقع الدوري الإسباني لكرة السلة (الإسبانية)
- والاس براينت على موقع كلية كرة السلة في سبورتس رفرنس.كوم (الإنجليزية)
- والاس براينت على موقع ريلجم (الإنجليزية)
- والاس براينت على موقع بروبوليرز (الإنجليزية)
- والاس براينت على موقع سبورتس رفرنس (الإنجليزية)